# Ayaka Nishiwaki
Ayaka Nishiwaki (西脇 綾香 Nishiwaki Ayaka?), más conocida como A-chan (あ～ちゃん?) (Hiroshima, Prefectura de Hiroshima, 15 de febrero de 1989), es una cantante japonesa, miembro del grupo de j-pop Perfume.

## Biografía
Nishiwaki nació y creció en Hiroshima, Prefectura de Hiroshima, Japón, en donde ella fue al Colegio de Actores de Hiroshima con sus amigas y los actuales miembros del grupo Perfume, Yuka Kashino y Ayano Ōmoto.
Ella formó el grupo en el año del 2000 con Kashino y Yūka Kawashima, la cual no estuvo mucho tiempo y dejó el grupo para enfocarse más a sus estudios. Después de discutir el problema con su madre, la cual creía que un grupo formado por tres personas tendría más presencia en los escenarios que uno de dos, Nishiwaki le preguntó a Ōmoto si quería unirse con ellas al grupo, formando así el actual grupo con sus correspondientes miembros.